# Jules Guédy
Pour les articles homonymes, voir Guédy.
Jules Guédy, ou Jules Jean-Baptiste Guédy ou Jean-Baptiste Guédy, né à Grenoble le 1er mars 1805 (10 ventôse de l'an XIII) et mort à Pau le 23 avril 1876 est un peintre français, spécialisé dans les paysages.

## Biographie
Il est le fils de Claude Guédy, plâtrier, domicilié rue des Meuniers, à Grenoble, et de Marie Moulin. Certaines sources l'indiquent parfois comme né à Roissard, où sa famille avait peut-être des liens.
Il se forme auprès de Benjamin Rolland à l'école de dessin de Grenoble, puis auprès de Théodore Gudin à Paris à partir de 1823. Il peint de nombreux paysages, agrémentés de ponts et moulins, des vues de Grenoble et ses environs, mais aussi des tableaux religieux.
Il épouse le 19 janvier 1835, à Mouans (Alpes-Maritimes), Catherine Joséphine Melon originaire de Victoria en Espagne (peut-être la ville de Vitoria-Gasteiz). 
Son fils  Louis Guédy est aussi un peintre. Un tableau du père par le fils est conservé au musée de Grenoble .

## Quelques œuvres

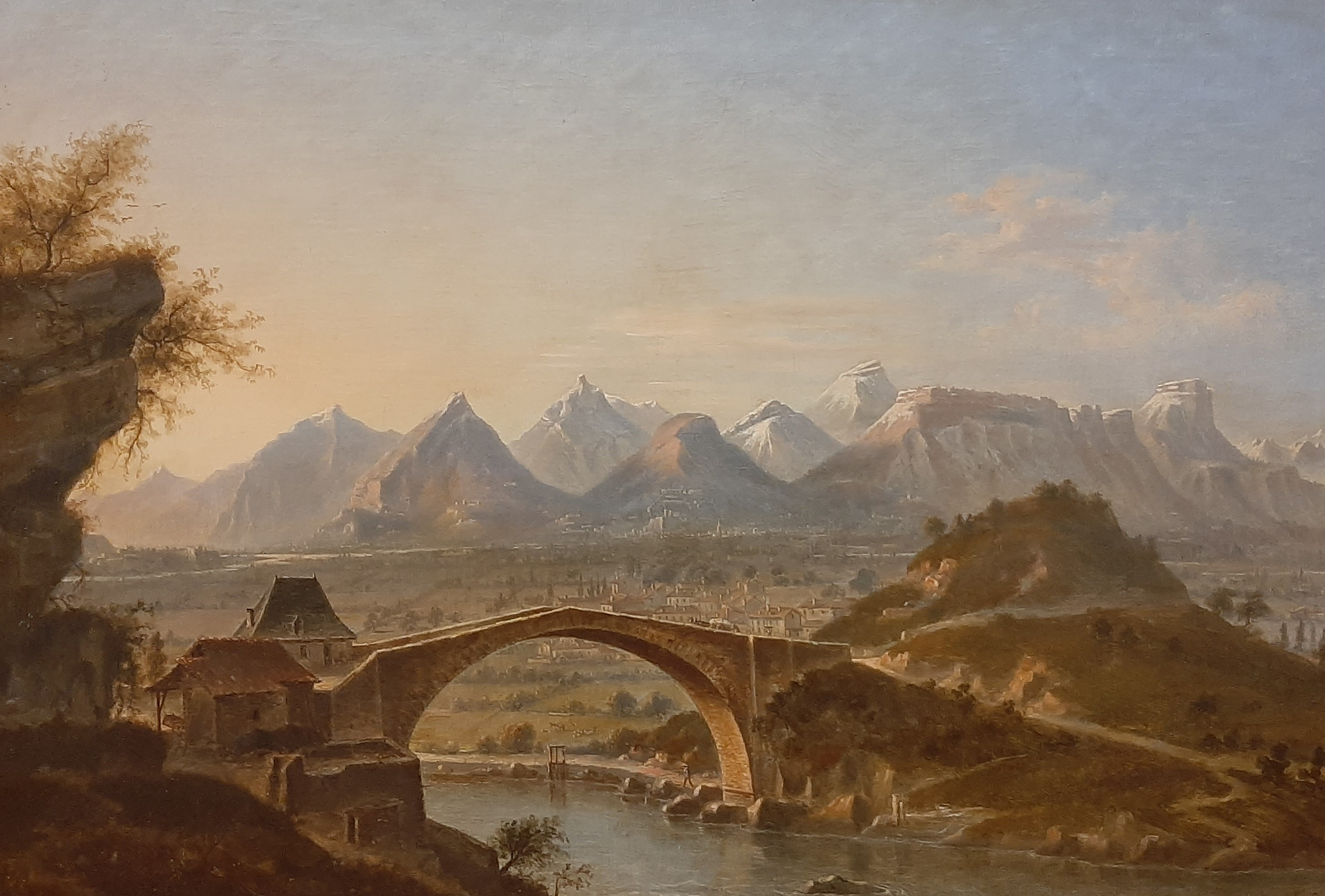
La vallée du Grésivaudan vue du Pont de Claix

- la charité de saint Martin, Église Saint-Martin-de-Tours d'Ancelle
- la sainte famille, Église Saint-Martin-de-Tours d'Ancelle
- Vallée du Grésivaudan : vue prise du Pont-de-Claix[7],
- La Porte de Bonne ou Vue de Grenoble en 1830, Musée de Grenoble [8]